# Hoehyeon (métro de Séoul)
Hoehyeon (hangeul : 회현 ; hanja : 會賢, sous nommée Namdaemun Market) est une station de passage de la ligne 4 du métro de Séoul. Elle est située au 54 Toegye-ro, quartier Namchang-dong, dans l'arrondissement Jung-gu de Séoul, en Corée du Sud.
Ouverte en 1985, elle est desservie par les rames omnibus et express, qui circulent sur la ligne 4.

## Situation sur le réseau

Plan du réseau (2023)

Établie en souterrain, la station Hoehyeon, est une station de passage de la ligne 4 du métro de Séoul : elle est située entre la station Myeong-dong, en direction du terminus nord-est Jinjeop, et la station Gare de Séoul en direction du terminus sud-est Oido,.

## Histoire
La station souterraine Hoehyeon est mise en service, sur la ligne 4 du métro de Séoul, le 18 octobre 1985,. lors de l'ouverture à l'exploitation, des 16,4 km, de Université de Hansung au nouveau terminus Sadang.

### Accès et accueil
Station souterraine de passage, au 54 Toegye-ro, quartier Namchang-dong. Il y a sept bouches, numérotées de 1 à 7, établies de part et d'autre de la Toegye-ro. Elle est équipée d'escaliers, escaliers mécaniques et ascenseurs pour les cheminements entre la station en sous-sol et les bouches en surface. Elle dispose notamment de billetteries avec des automates pour l'acquisition de titres de transports.

### Desserte
Hoehyeon est desservie par les rames omnibus et express, qui circulent sur la ligne 4. La station souterraine est aménagée avec un quai central équipé de portes palières.

Installations
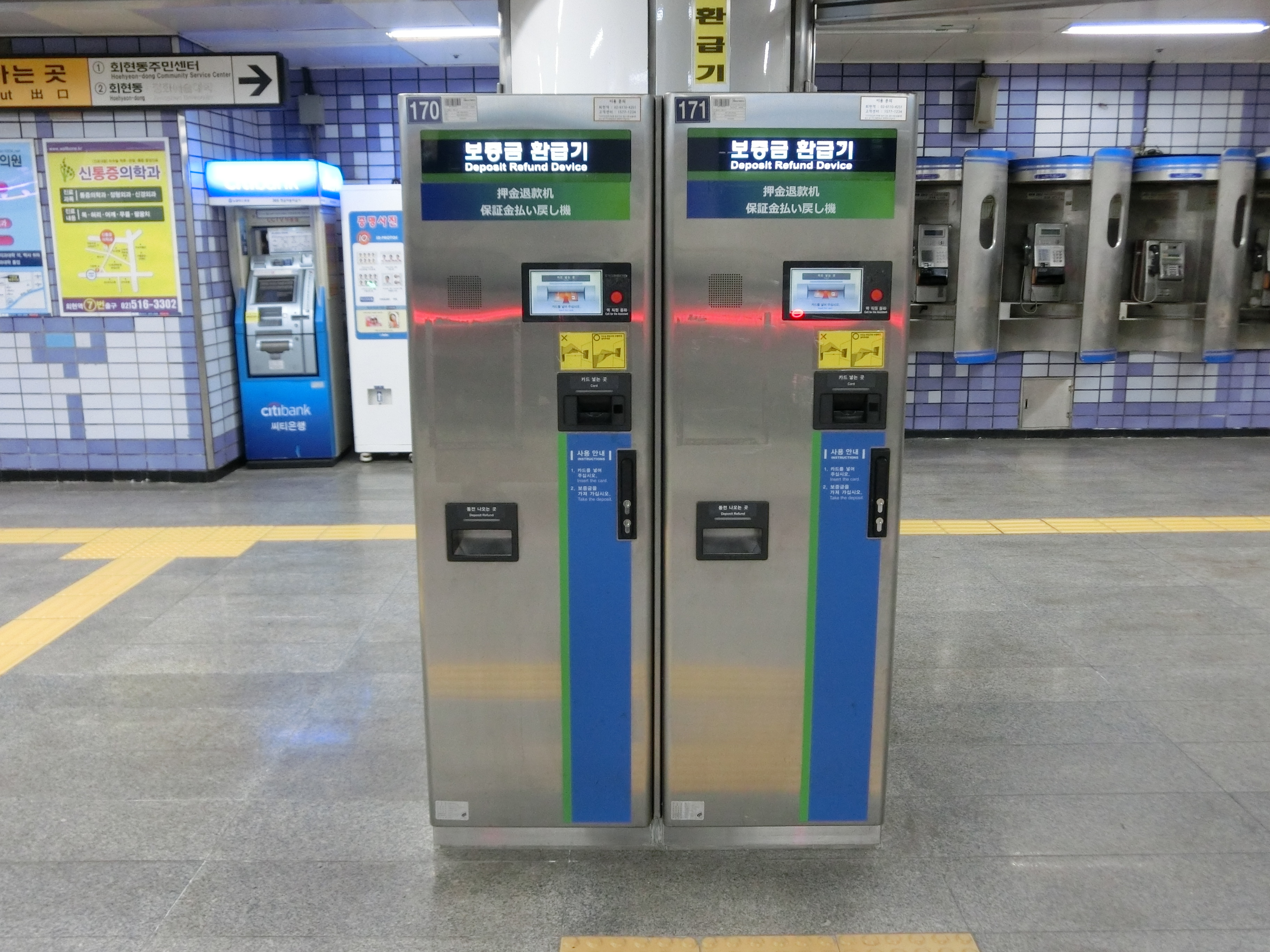
En 2016.
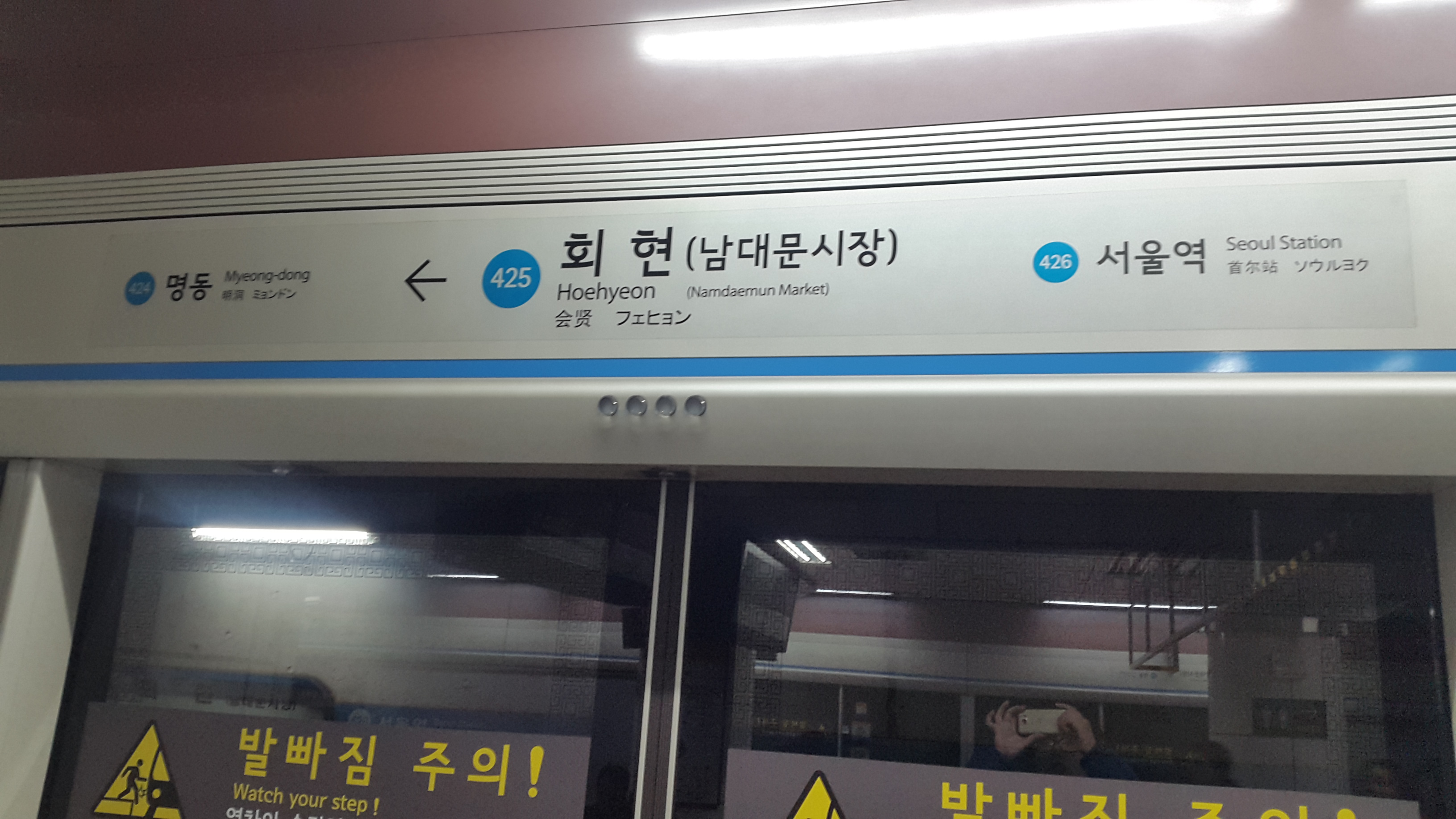
En 2016.
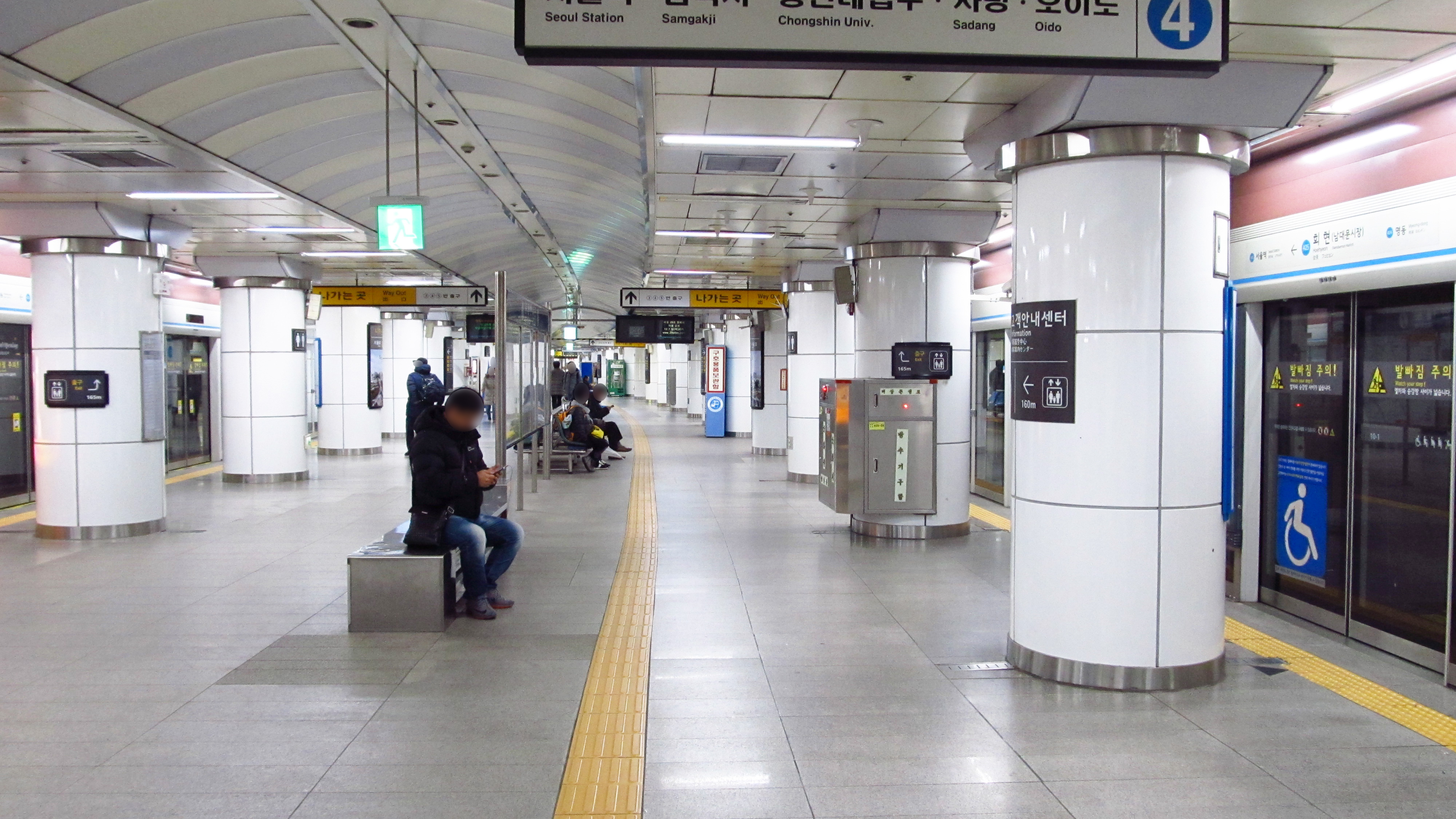
En 2018.

### Intermodalité
Des arrêts de bus sont établis sur la voie routière desservie par les bouches du métro.